# Herzberg (Obere Warnow)
Herzberg è una frazione del comune tedesco di Obere Warnow, nel Meclemburgo-Pomerania Anteriore.

## Storia
Herzberg è un piccolo centro rurale di antica origine.
Il 1º gennaio 2012 il comune di Herzberg fu fuso con il comune di Grebbin, formando il nuovo comune di Obere Warnow.